# I Don't Wanna Be Me
I Don't Wanna Be Me è il primo singolo estratto dall'album Life Is Killing Me del gruppo musicale statunitense Type O Negative, pubblicato nel 2003.

## Video musicale
Il videoclip ritrae la band, vestita con camici da infermieri, che suona il pezzo in una stanza buia mentre un uomo (interpretato da Dan Fogler) si filma mentre si traveste come delle celebrità (nell'ordine Marilyn Monroe, Michael Jackson, Eminem, Britney Spears, Elton John, Robert De Niro e infine lo stesso cantante del gruppo Peter Steele); proprio mentre sta interpretando il frontman, l'uomo si ritrova a suonare con la band intrappolato in un televisore mentre Steele è sul divano con il cane dell'uomo che la guarda con fare sconcertato.

## Tracce
1. I Don't Wanna Be Me – 3:48

## Formazione
- Peter Steele - voce e basso
- Josh Silver - tastiere, sintetizzatore, effetti e voce
- Kenny Hickey - chitarra e voce
- Johnny Kelly - batteria